# Arcana (группа)
Arcana — музыкальная группа в стиле neoclassical darkwave, ambient из Швеции. Группа была основана в 1993 году в составе: Петер Петерссон (в дальнейшем Бьергё) (клавишные) и Ида Бенгтссон (женский вокал) до 2000 года.
На сегодняшний день состав: Петер Бьергё, Сицилия (Иа) Бьергё, Анн-Мари Тим, Стефан Эрикссон и Маттиас Борг.

## Дискография
- 1996 «Dark Age of Reason» CD (Cold Meat Industry)

- 1997 «Lizabeth» mini CD (Cold Meat Industry)

- 1997 «Cantar de Procella» CD (Cold Meat Industry)

- 2000 «Isabel» mini CD (Cold Meat Industry)

- 2000 «The Last Embrace» CD (Cold Meat Industry)

- 2002 «Inner Pale Sun» CD (Cold Meat Industry)
- 2004 «Le Serpent Rouge» CD (Projekt Records)
- 2008 «Raspail» CD (Projekt Records)
- 2012 «As Bright As A Thousand Suns» CD (Cyclic Law)
- 2014 «The extra songs of Arcana»

### Сборники
- 1995 «… and even wolves hid their teeth and tongue wherever shelter was given» sampler CD (Cold Meat Industry)

- 1996 «The Absoloute Supper» sampler CD (Cold Meat Industry)

- 1997 «The Hearts of Shadow Gods» sampler EP (Cold Meat Industry)